# Live in L.A.
Live in L.A. (Death & Raw) — концертный альбом американской дэт-металической группы Death. Он был записан во время концерта в Лос-Анджелесе, состоявшегося 5 декабря 1998 года и был выпущен 16 октября 2001 года на лейбле Nuclear Blast. Альбом был также выпущен в DVD-формате.
Изначально альбом был выпущен чтобы собрать деньги на лечение от рака, вокалиста группы Death Чака Шульдинера. Вскоре после выхода альбома, 13 декабря 2001 года Шульдинер скончался.

## Список композиций
| №                   | Название                       | Длительность |
| ------------------- | ------------------------------ | ------------ |
| 1.                  | «Intro / The Philosopher»      | 3:52         |
| 2.                  | «Spirit Crusher»               | 6:26         |
| 3.                  | «Trapped in a Corner»          | 4:25         |
| 4.                  | «Scavenger of Human Sorrow»    | 6:39         |
| 5.                  | «Crystal Mountain»             | 4:47         |
| 6.                  | «Flesh and the Power It Holds» | 8:01         |
| 7.                  | «Zero Tolerance»               | 5:00         |
| 8.                  | «Zombie Ritual»                | 4:41         |
| 9.                  | «Suicide Machine»              | 4:14         |
| 10.                 | «Together as One»              | 4:11         |
| 11.                 | «Empty Words»                  | 7:03         |
| 12.                 | «Symbolic»                     | 6:16         |
| 13.                 | «Pull the Plug»                | 6:22         |
| Общая длительность: | Общая длительность:            | 70:37        |

## Участники записи
- Чак Шульдинер — вокал, гитара
- Ричард Кристи — ударные
- Скотт Кленденин — бас-гитара
- Шэннон Хэмм — гитара